# Automat perkusyjny

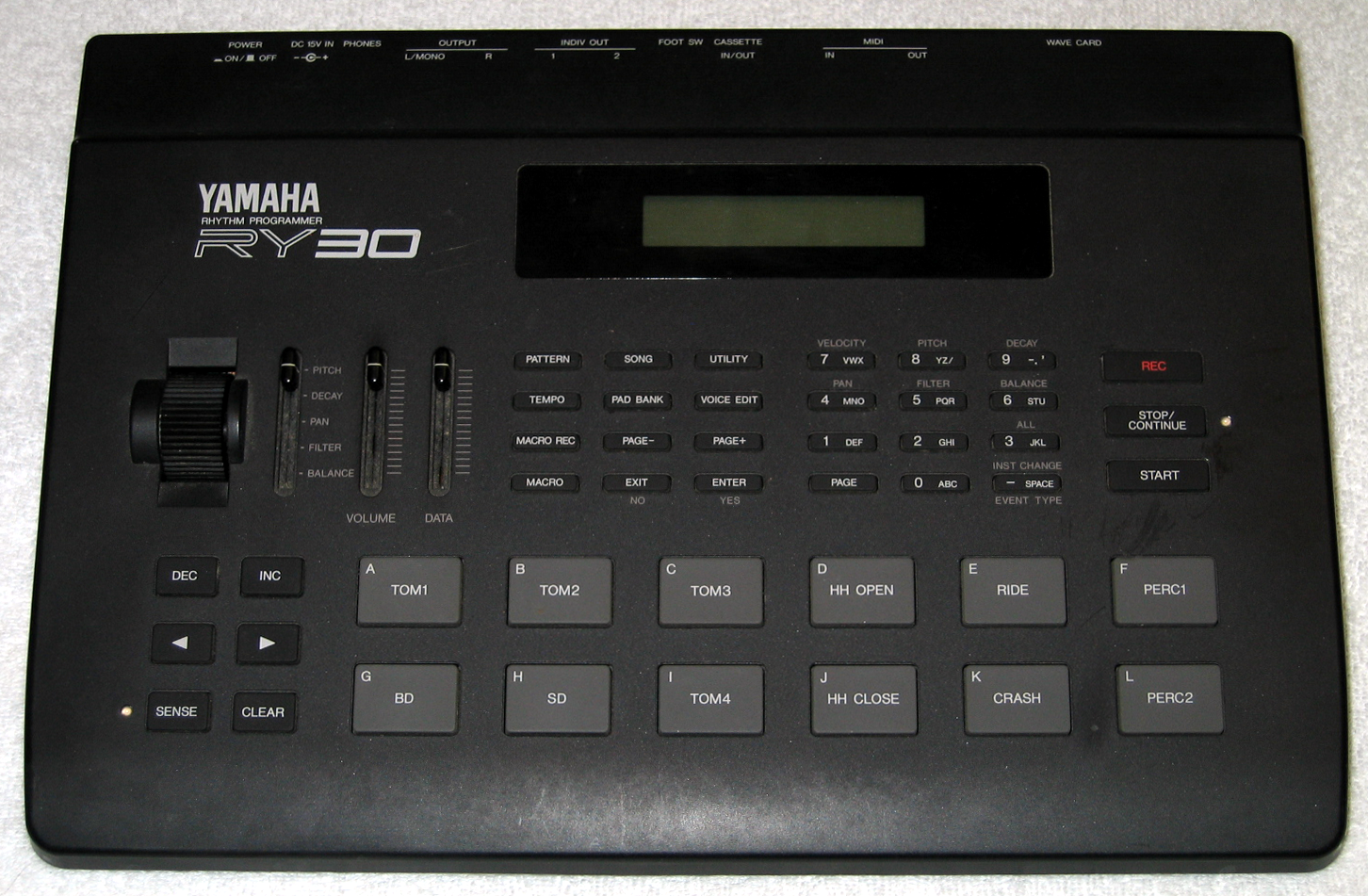
Automat perkusyjny Yamaha RY-30

Automat perkusyjny – elektrofon elektroniczny, połączenie sekwencera i syntezatora, mające zastąpić perkusistę i jego instrumentarium.
Pierwsze automaty perkusyjne nazywano maszynami rytmicznymi (ang. rhythm machine), gdyż odtwarzały one jedynie zaprogramowane na stałe rytmy, takie jak rock, tango, mambo itp. Pierwszy taki instrument został zbudowany w latach 1930–1932 przez Lwa Teremina; mógł on odtwarzać 16 różnych rytmów. W 1947 Kalifornijczyk Harry Chamberlin zbudował automat bazujący na pętli taśmy zwany „Chamberlin Rhythmate”. W 1963 Raymond Scott zbudował automat perkusyjny zwany „Bandito the Bongo Artist”. Około 1980 roku na rynku pojawiły się programowalne automaty perkusyjne, pozwalające muzykom na tworzenie dowolnych rytmów. Jednym z najwcześniejszych i najpopularniejszych tego typu instrumentów był Roland TR-808, a charakterystyczne dla niego brzmienia wrosły na stałe w muzykę pop. Wczesne automaty, jak te z serii TR (od ang. transistor rhythm), stosowały technikę synchronizacji znaną jako DIN-synch lub synch-24. Niektóre automaty posiadały także wyjście CV/Gate, pozwalające na synchronizację lub sterowanie syntezatorem analogowym albo innym urządzeniem.
Zwykle automat perkusyjny programuje się według taktów o podziale szesnastkowym, z podziałem na poszczególne instrumenty, możliwością akcentowania itp. Poprzez łączenie różnie zaprogramowanych taktów w dłuższe ciągi można zaprogramować rytm dla całego utworu. Automat perkusyjny wyposażony jest zwykle w kontrolki, takie jak „start”, „stop”,  „tempo”, klawisze wyzwalające poszczególne „instrumenty”, regulacja głośności poszczególnych „instrumentów”. Zwykle istnieje możliwość zapamiętania kilkudziesięciu różnych „matryc” taktów i przynajmniej kilku utworów. Większość automatów perkusyjnych można także sterować z zewnątrz przez interfejs MIDI.
W latach 90. popularność samodzielnych automatów perkusyjnych stopniowo malała; częściowo wyparły je samplery, sekwencery software'owe z wirtualnymi maszynami perkusyjnymi, a także klawiszowe stacje robocze z wbudowanymi automatami perkusyjnymi. Sample z brzmieniami starych automatów (np. TR-808) można pobrać z archiwów internetowych. Jednakże automaty perkusyjne są nadal produkowane przez takie firmy, jak Roland Corporation (obecnie firmowane marką Boss), Zoom czy Alesis; model SR-16 tej ostatniej firmy pozostaje popularny od początku lat 90.
Produkowane są także specjalizowane perkusyjne moduły dźwiękowe, emulujące brzmienia klasycznych automatów.
Standard General MIDI przewiduje użycie kanału 10 MIDI dla instrumentów perkusyjnych. Przyporządkowanie poszczególnych instrumentów do numerów dźwięków jest ściśle określone, co pozwala zachować właściwe brzmienie rytmu niezależnie od stosowanego syntezatora.